# Segment C
| subclasse de | automòbil                     |
| sèrie        | Classificació dels automòbils |

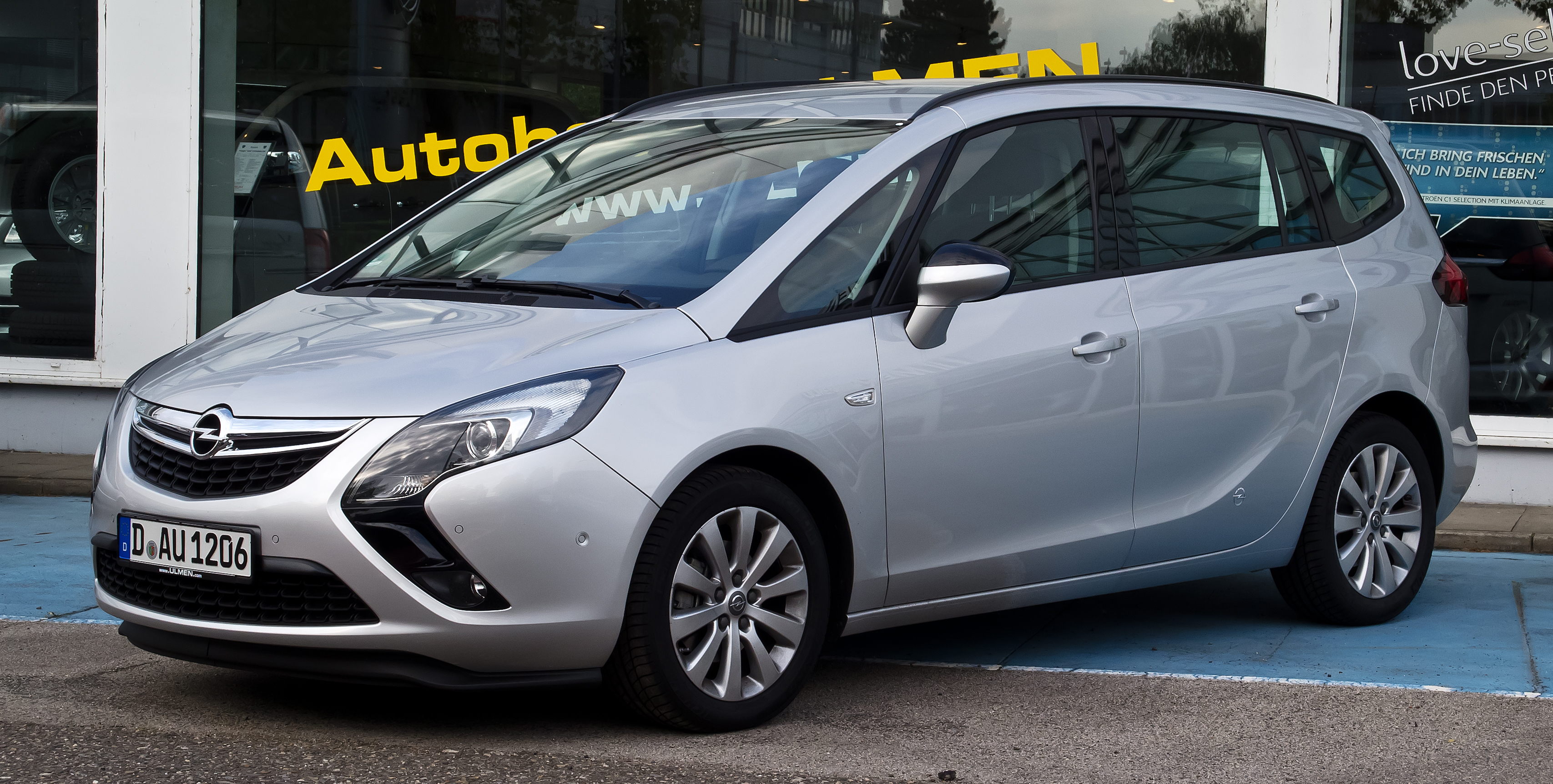
Opel Zafira, un monovolum del segment C.

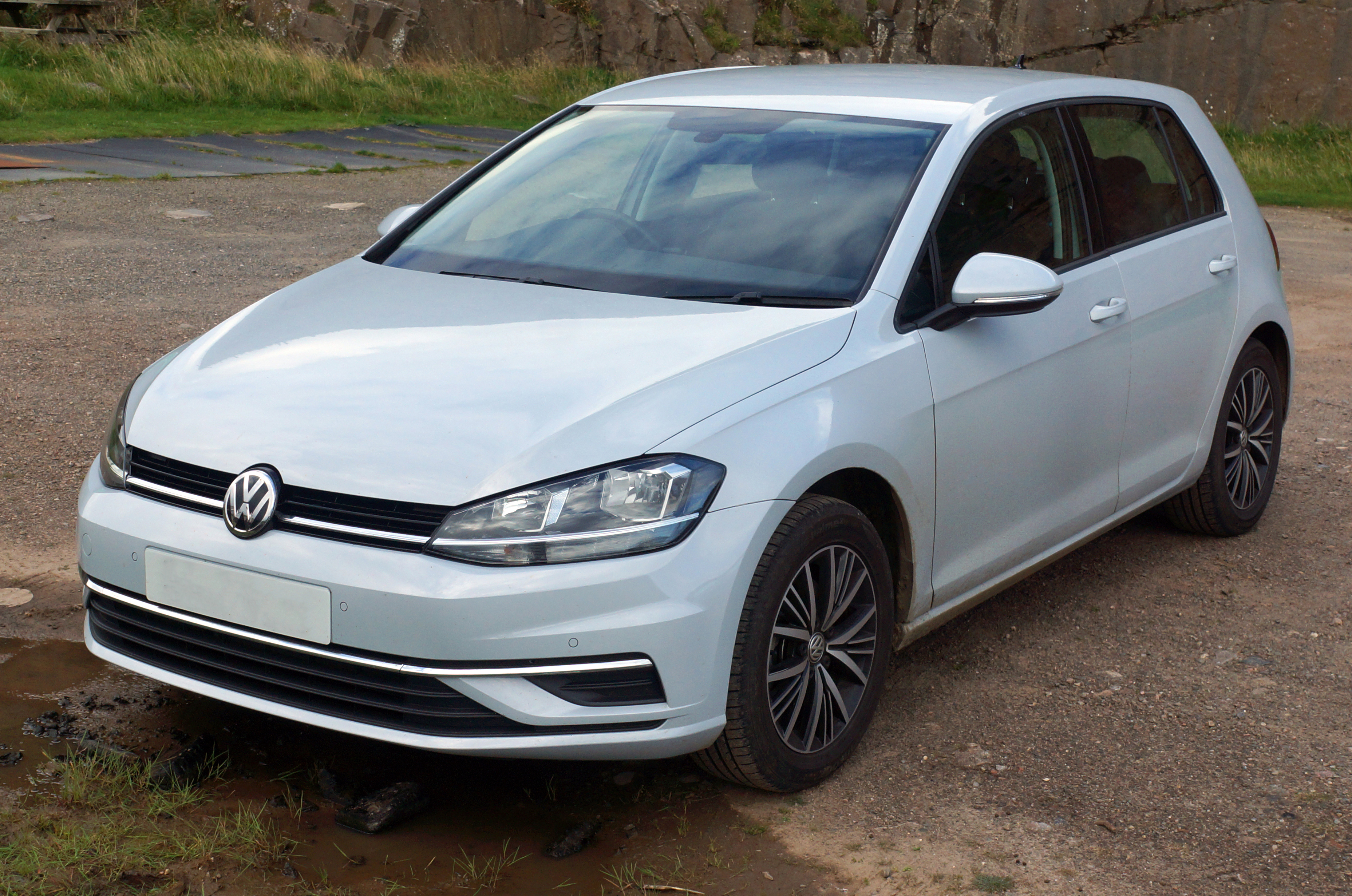
Volkswagen Golf, un compacte mitjà del segment C.

El segment C és un segment d'automòbils mitjà, que s'ubica entre els segments B i D. Generalment tenen espai per a cinc adults, i per a dos nens més en el cas de monovolums de set places.

## Descripció
En els anys 1980, hom denominava de vegades aquest segment "quatre metres", ja que els models solien tenir aquesta longitud. Actualment, aquests vehicles mesuren aproximadament 4,30 m de llarg en carrosseria hatchback (5 portes) o monovolum de cinc places i 4,50 m en el cas de carrosseries sedan, familiar, tot terreny o monovolum de set places.
Avui en dia, els models estàndard solen tenir motors de quatre cilindres d'entre 1.4 i 2.0 litres de cilindrada i potències entre els 90 i els 140 CV de mitjana. Els més esportius poden assolir els 3.2 litres de cilindrada, en alguns casos tenen cinc cilindres en línia o sis cilindres en "V" i poden desenvolupar potències màximes fins a aproximadament 270 CV.
Dins del segment C, hi ha diversos subsegments que corresponen als diferents tipus de carrosseria. Un automòbil de turisme del segment C es denomina mitjà "compacte" o "compacte"; un monovolum és un "monovolum compacte" o "monovolum mitjà", i un tot terreny es diu "tot terreny compacte".
El 2011, el segment C tenia una quota de mercat europeu del 23%.
Entre els models d'aquest segment hi ha: Cupra Formentor, Cupra León, SEAT León, SEAT Ateca, Ford Focus, Ford Kuga, Ebro S700 i Chery Omoda 5 entre d'altres.
Vendes de 200,000 – 300,000 (Més venuts)

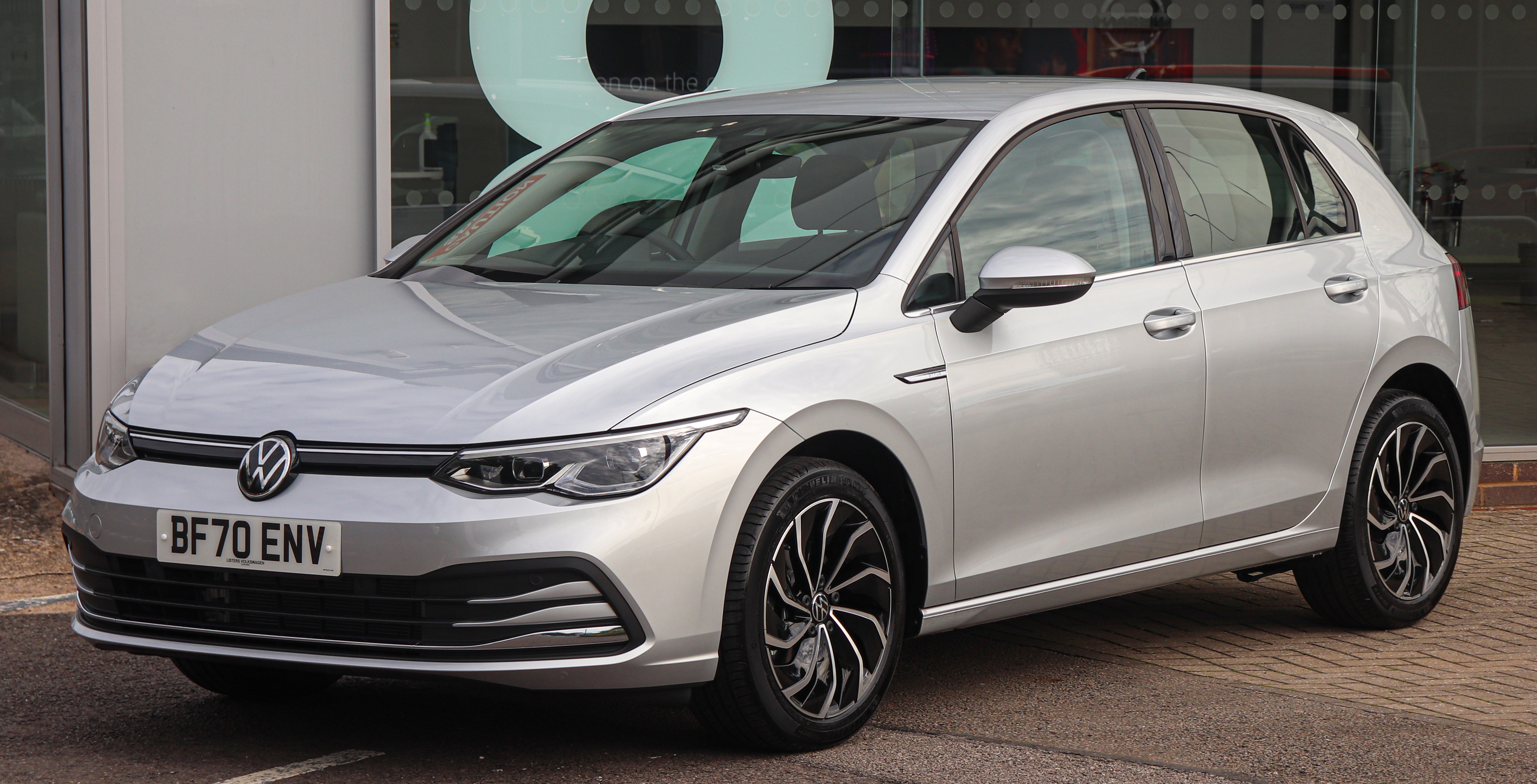
Volkswagen Golf 8a generació (2019–present)

Vendes de 100,000 – 200,000

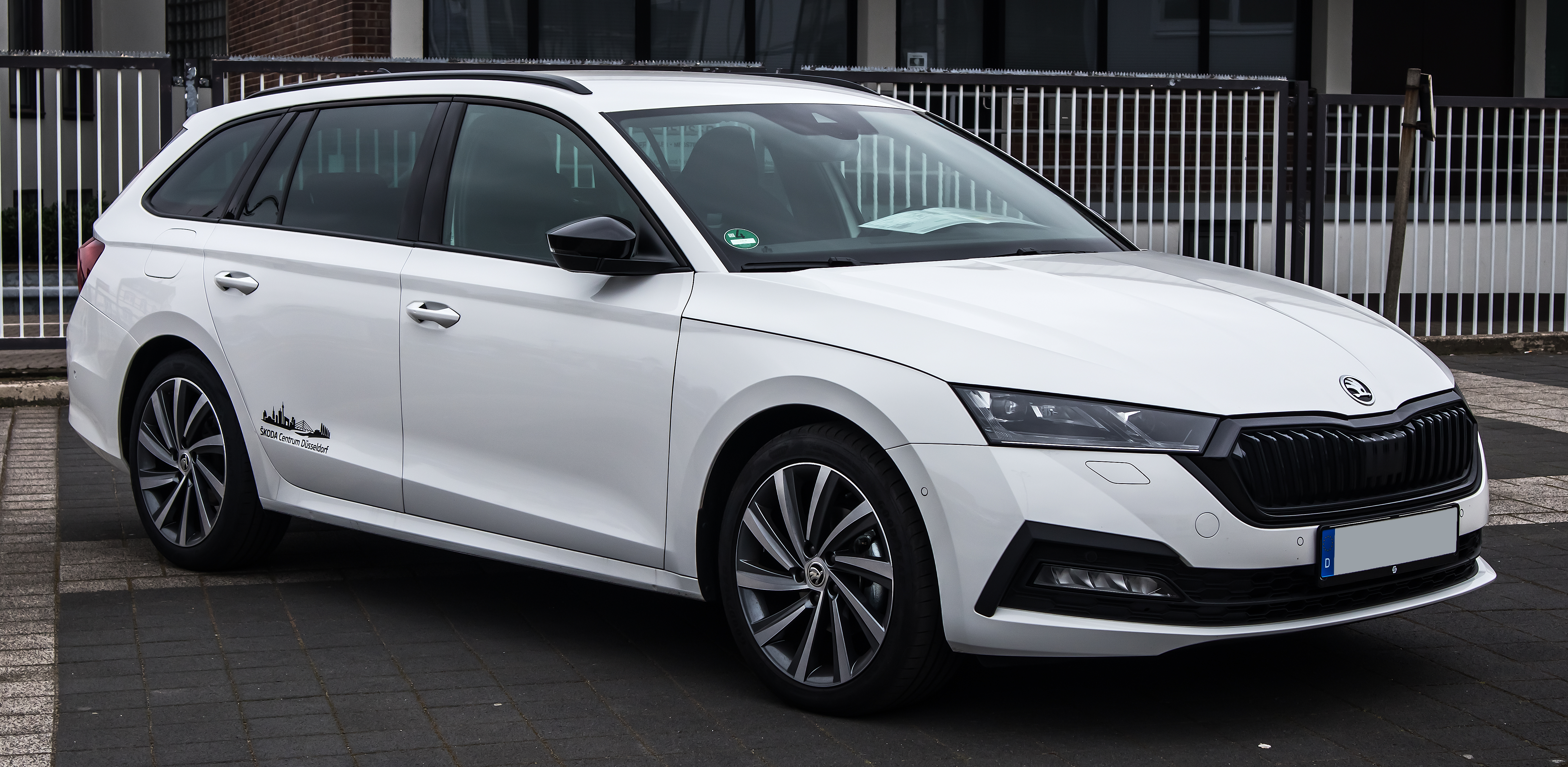
Škoda Octavia 4a generació (2020–present)
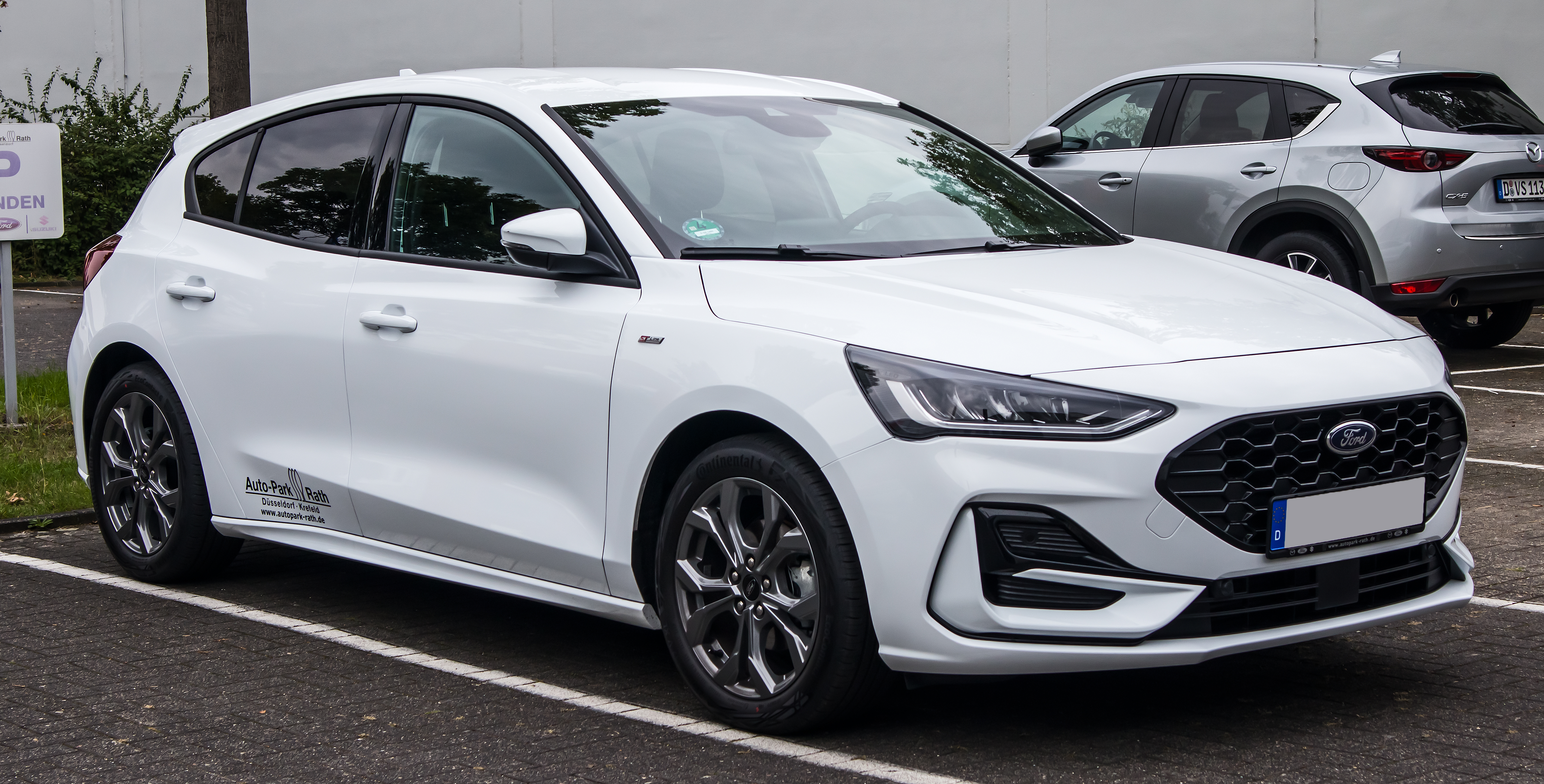
Ford Focus 4a generació (2018–present)
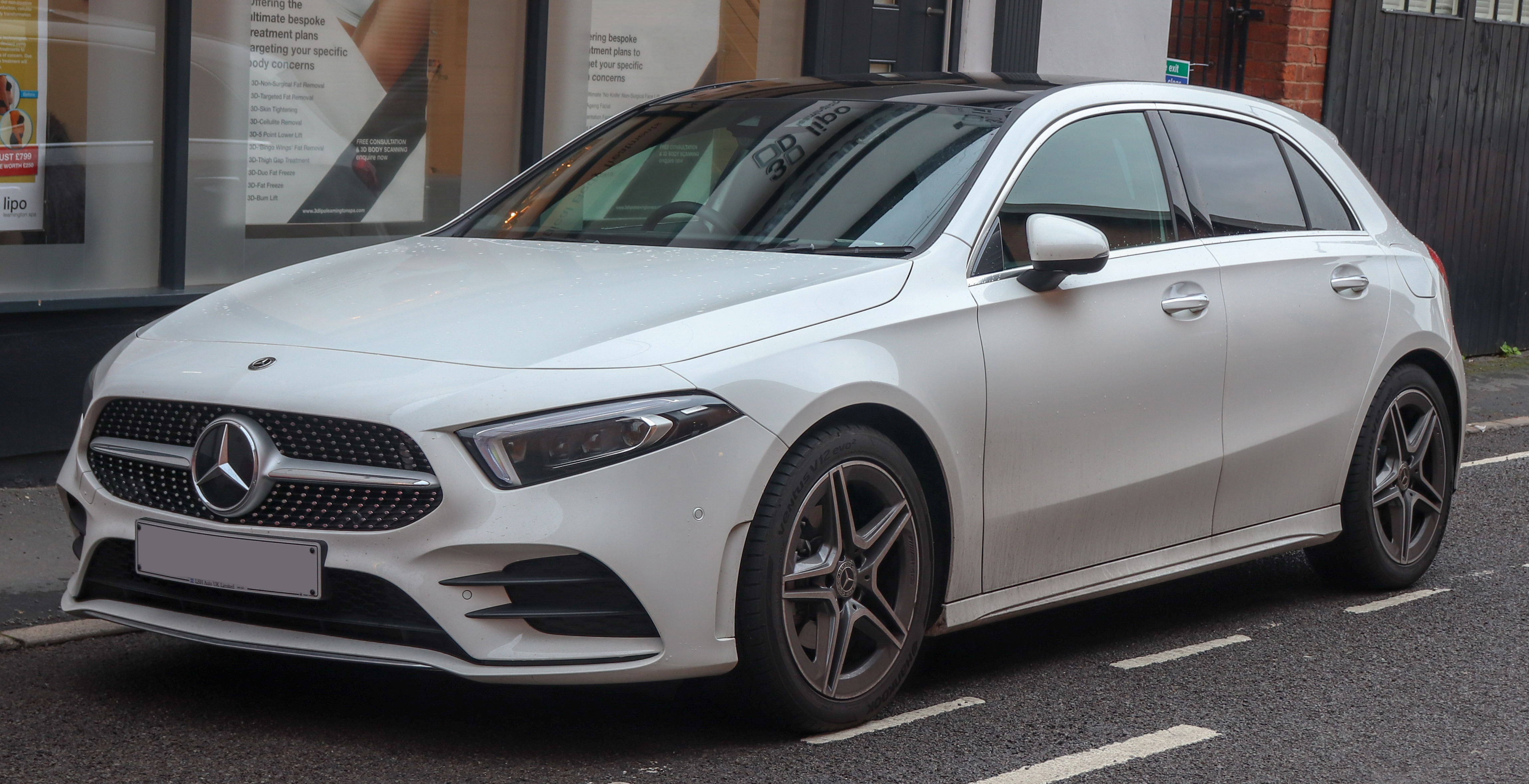
Mercedes-Benz Classe A 4a generació (2018–present)
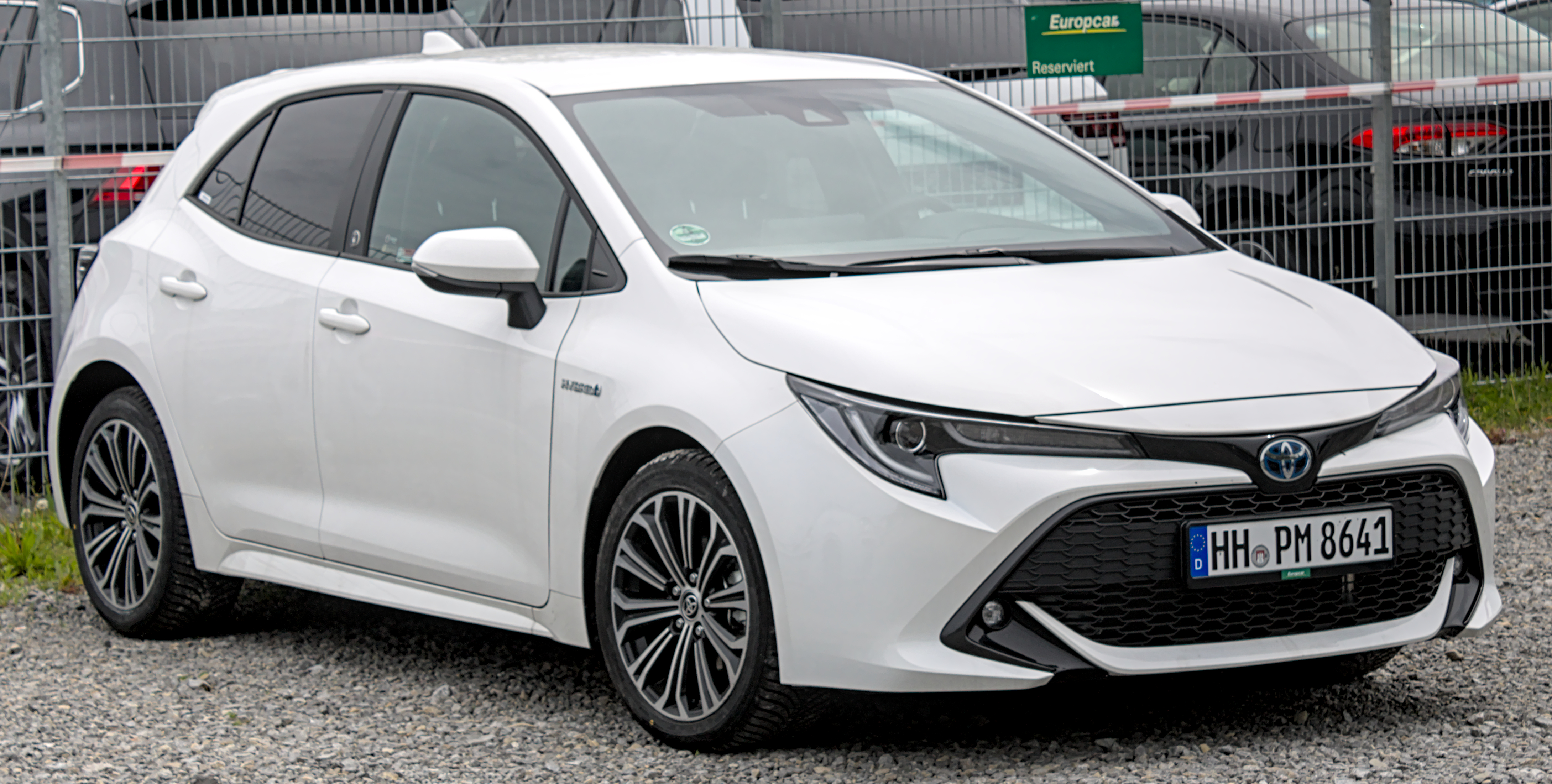
Toyota Corolla 12a generació (2018–present)
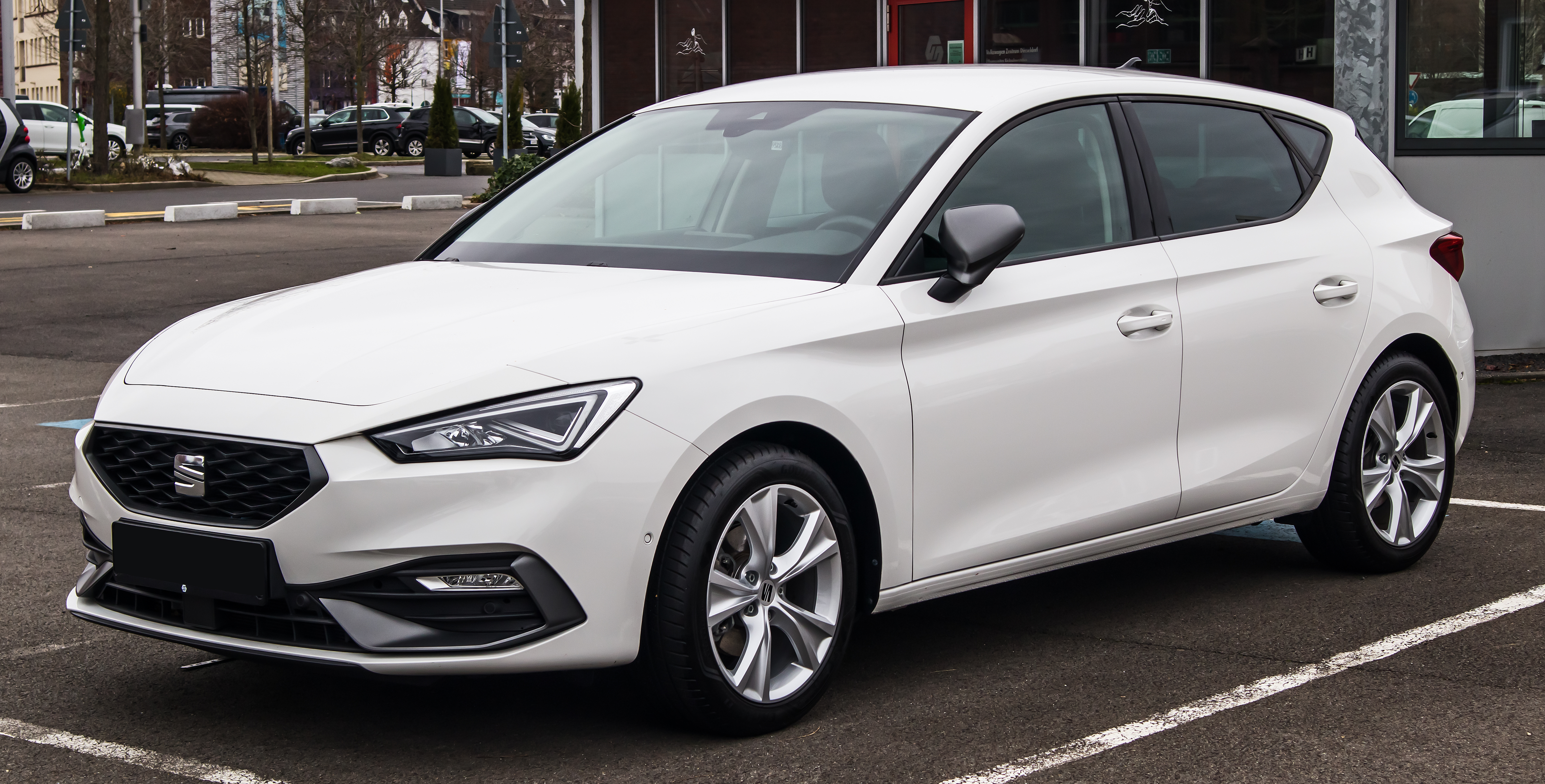
SEAT León 4a generació (2020–present)
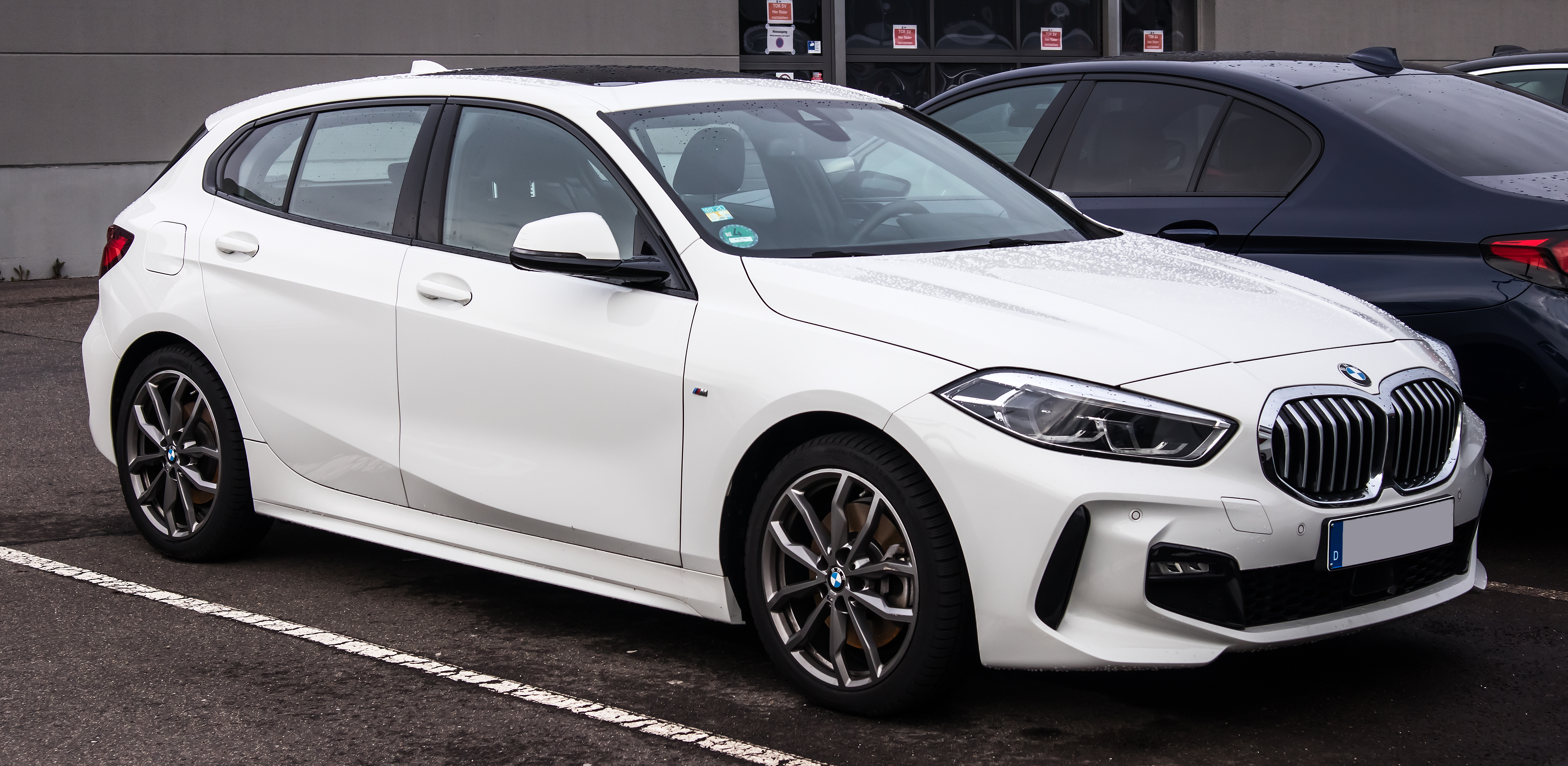
BMW 1 Series 3a generació (2019–2024)

Vendes 50,000 – 100,000

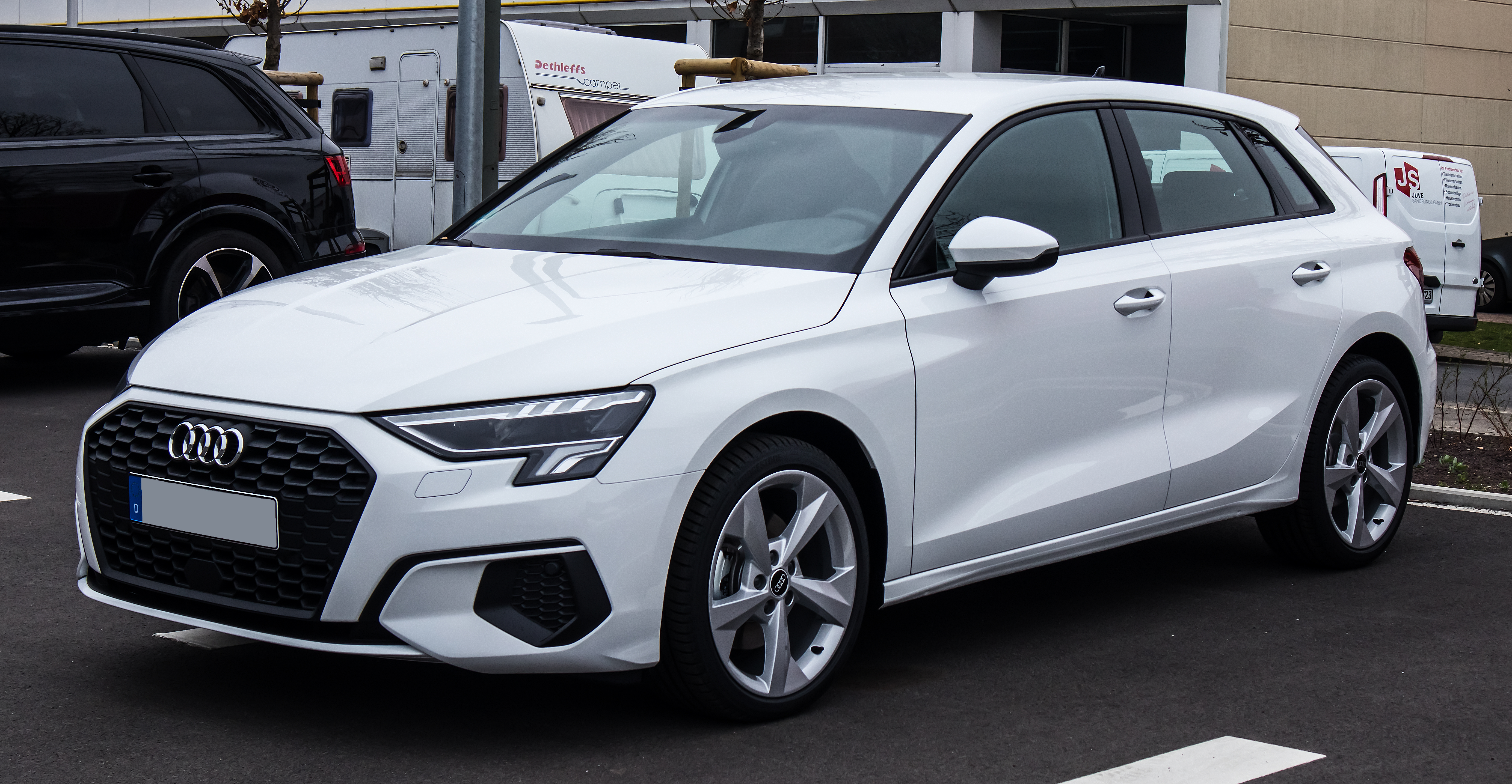
Audi A3 4a generació (2020–present)
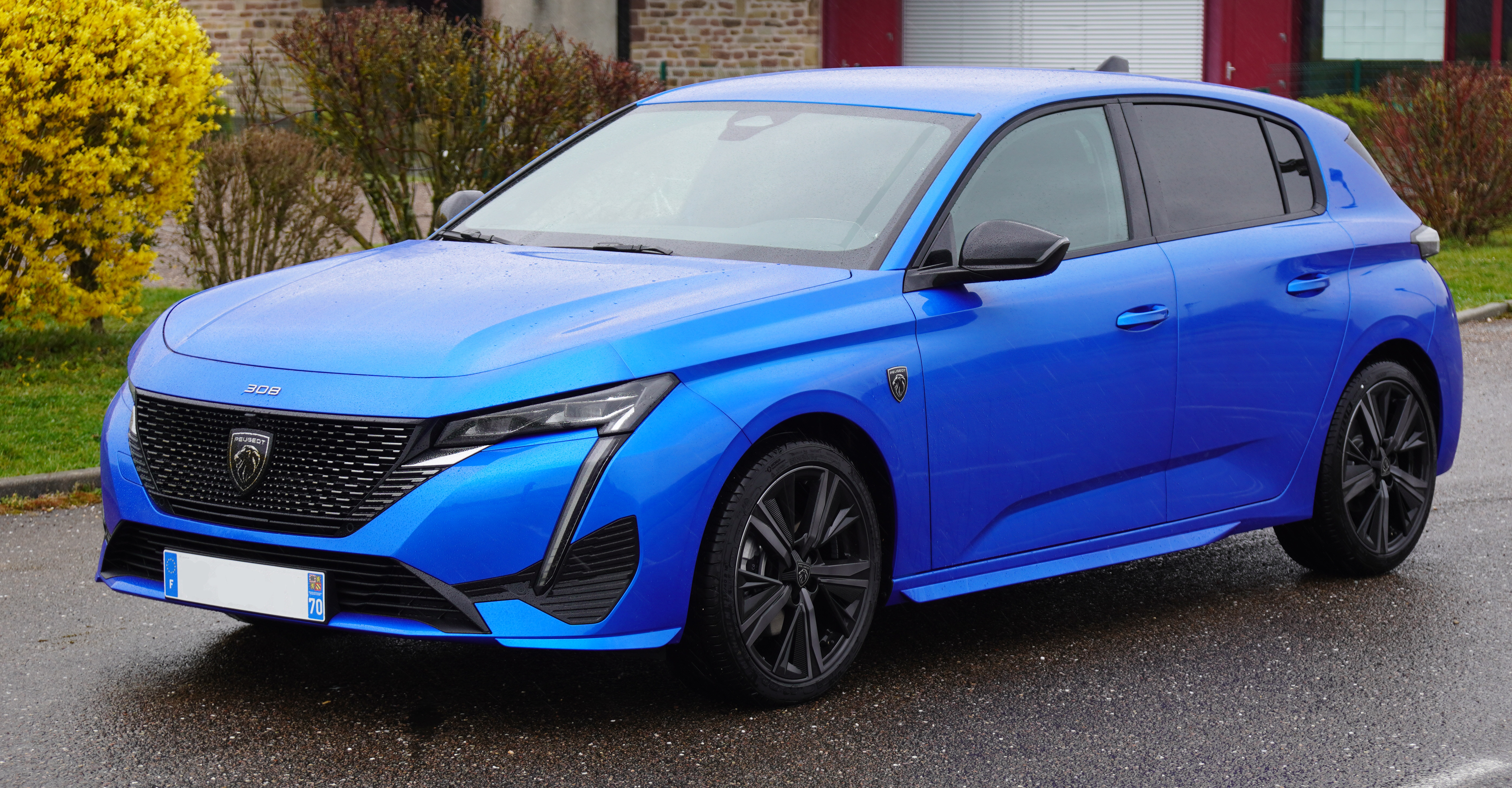
Peugeot 308 3a generació (2021–present)
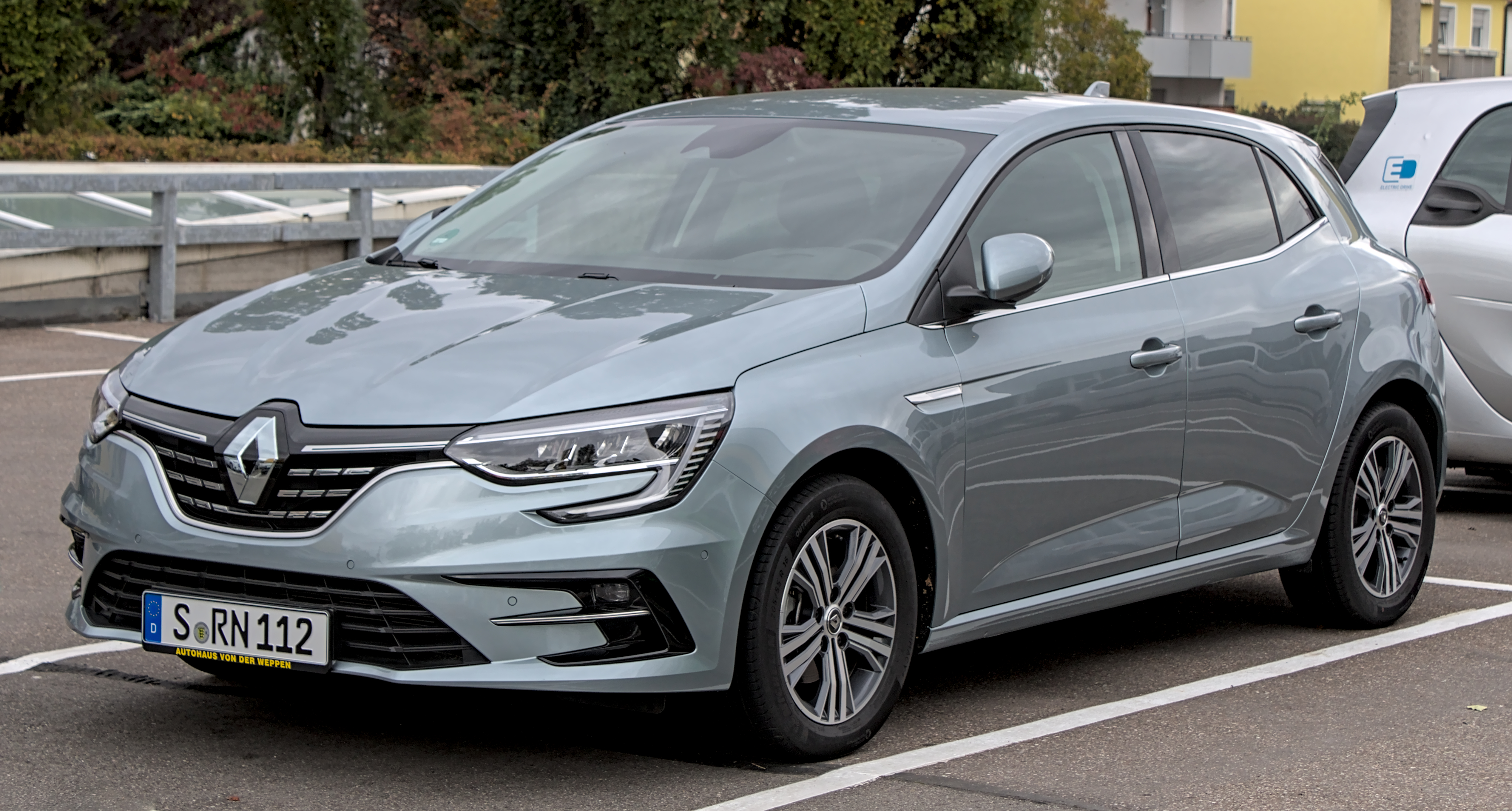
Renault Mégane 4a generació (2016–present)
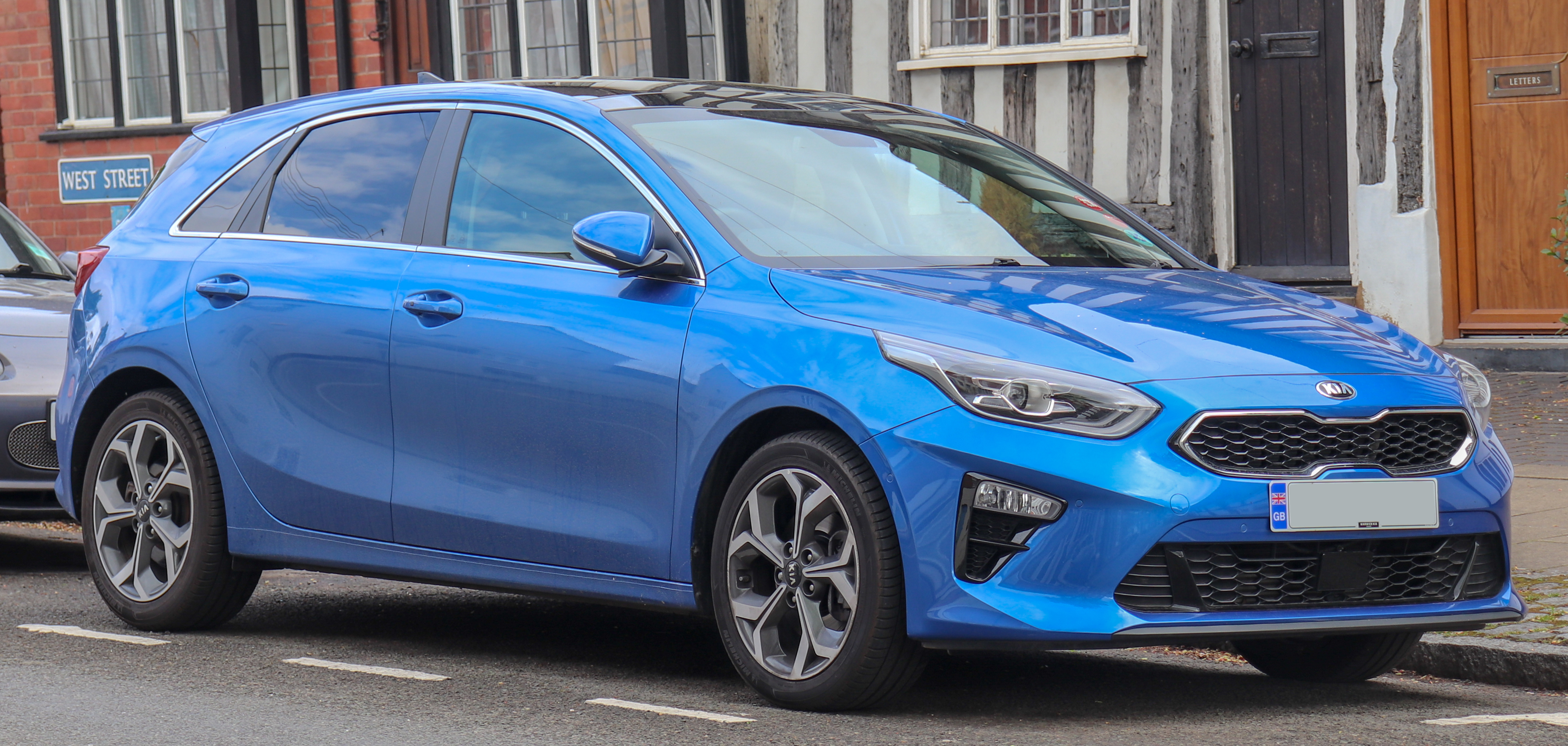
Kia Ceed 3a generació (2018–present)
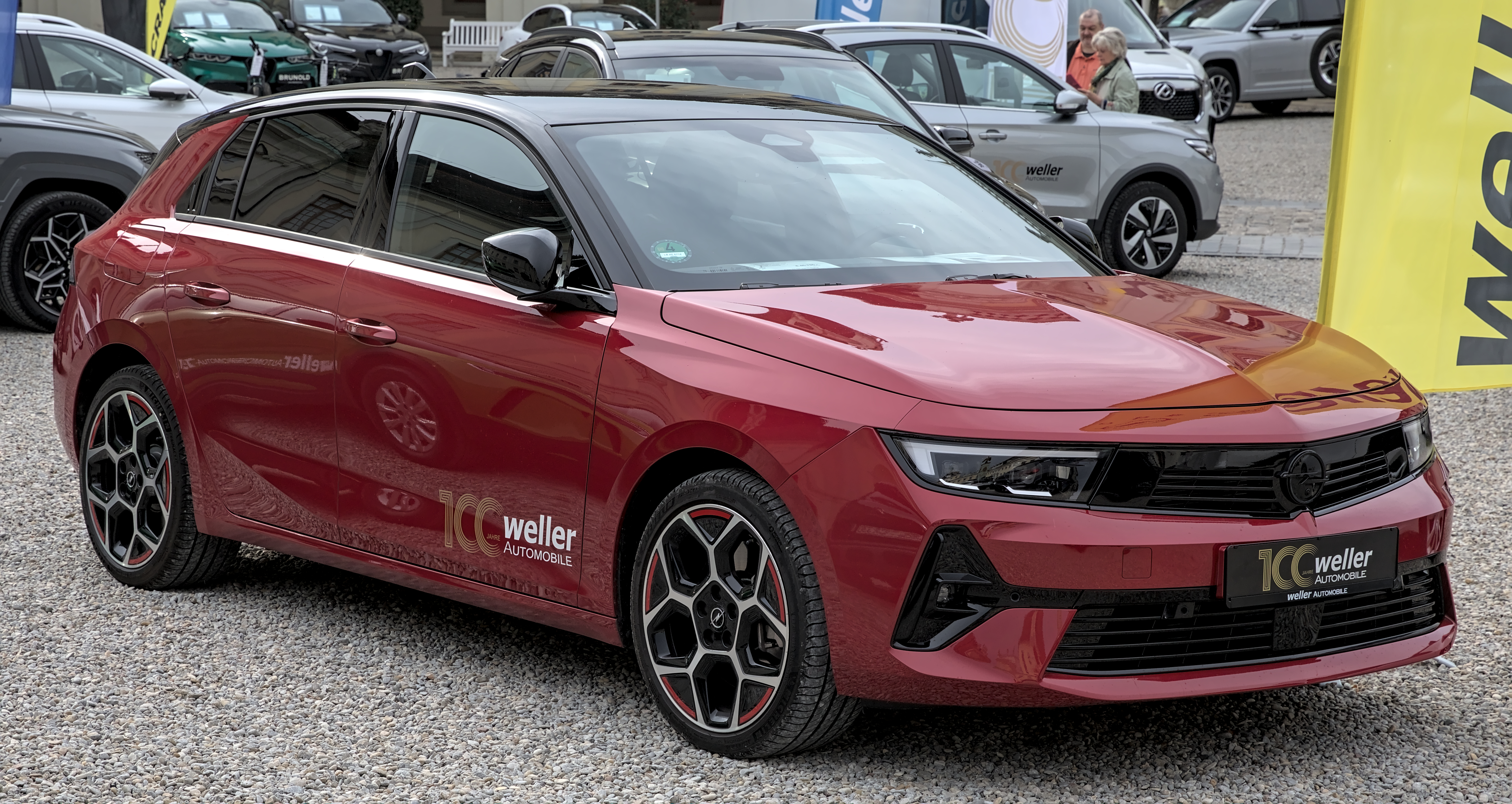
Opel/Vauxhall Astra 6a generació (2021–present)
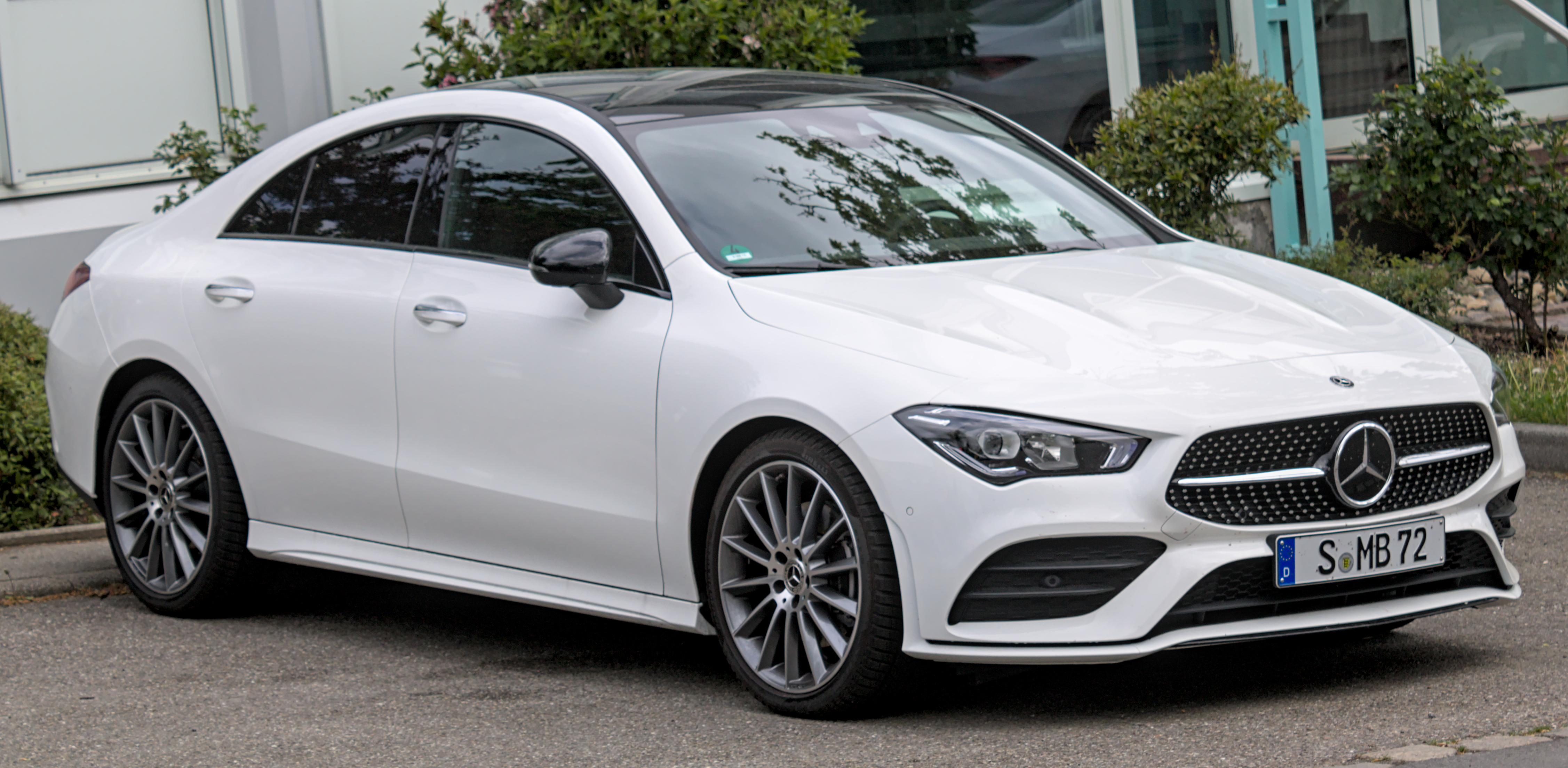
Mercedes-Benz CLA-Class 2a generació (2019–present)
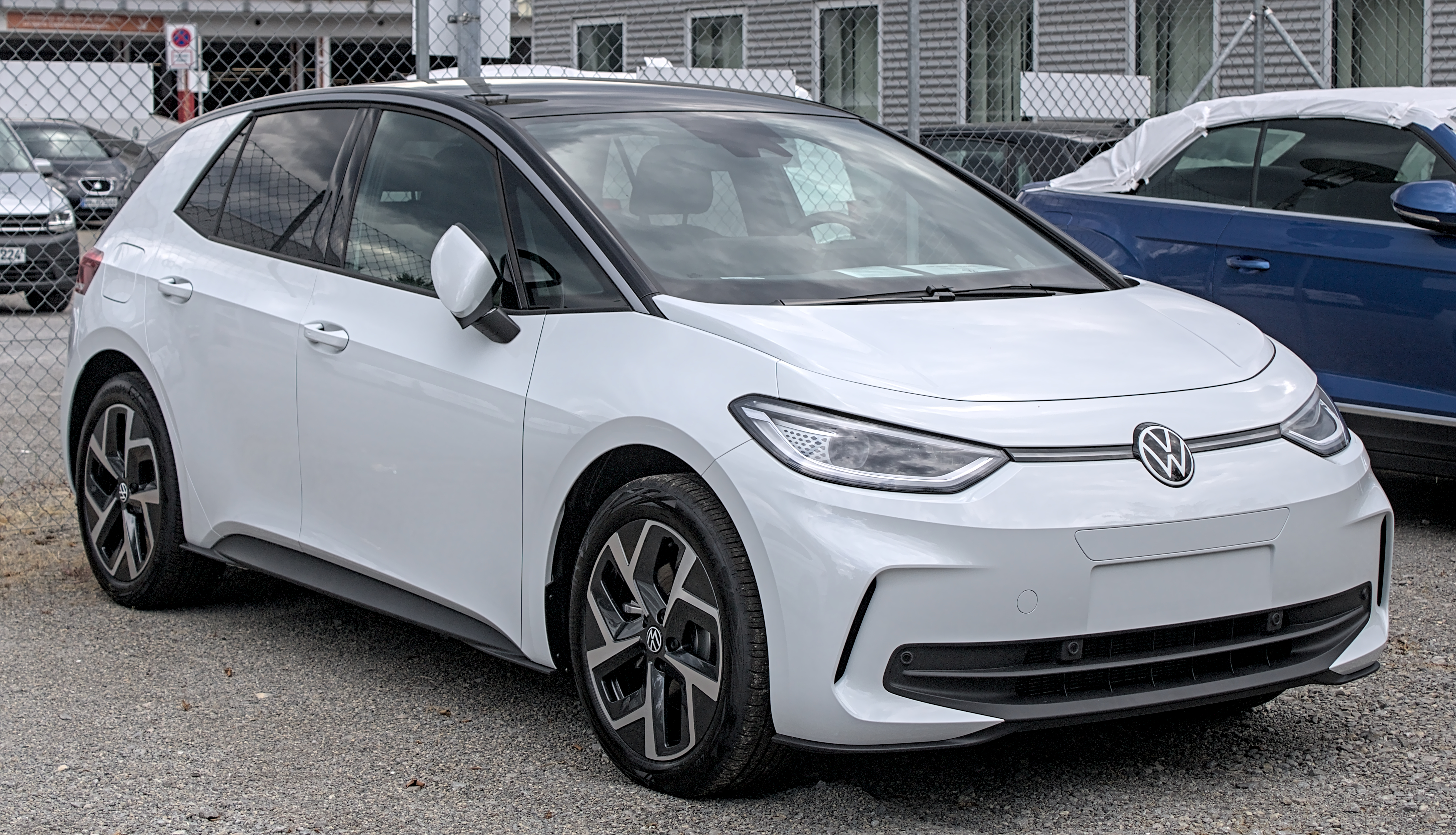
Volkswagen ID.3 1a generació (2019–present)